# Tam Gia
Tam Gia là một xã thuộc huyện Lộc Bình, tỉnh Lạng Sơn, Việt Nam.
Xã Tam Gia có diện tích 49,04 km², dân số năm 1999 là 1.679 người, mật độ dân số đạt 34 người/km².
Theo thống kê năm 2019, xã Tam Gia có diện tích 49,04 km², dân số là 1.987 người, mật độ dân số đạt 41 người/km².

## Lịch sử
Ngày 1 tháng 12 năm 2024, nhập toàn bộ diện tích tự nhiên là 48,79 km², quy mô dân số là 1.752 người của xã Tĩnh Bắc vào xã Tam Gia. Sau khi nhập, xã Tam Gia có diện tích tự nhiên là 97,56 km² và quy mô dân số là 3.831 người.